# Avery John
Avery John (* 18. června 1975) je bývalý trinidadsko-tobažský fotbalový obránce, naposledy hrající za americký klub D.C. United. Zúčastnil se fotbalového MS 2006 v Německu.